# Igreja Nova (kommun)
Igreja Nova är en kommun i Brasilien.   Den ligger i delstaten Alagoas, i den östra delen av landet, 1 400 km nordost om huvudstaden Brasília. Antalet invånare är 23 298. Arean är 429 kvadratkilometer.
Terrängen i Igreja Nova är huvudsakligen platt, men åt nordväst är den kuperad.
Följande samhällen finns i Igreja Nova:
- Igreja Nova

Omgivningarna runt Igreja Nova är en mosaik av jordbruksmark och naturlig växtlighet. Runt Igreja Nova är det ganska tätbefolkat, med 86 invånare per kvadratkilometer.